# Ebenezer Cobb Morley
Ebenezer Cobb Morley, né le 16 août 1831 à Hull et mort le 20 novembre 1924 à Barnes d'une pneumonie, est un sportif anglais considéré comme un des pères de la Fédération anglaise de football et du football moderne.

## Biographie
Fils  de Ebenezer Morley et Hannah Cobb, il naît le 16 août 1831 au 10 Garden Square, Princess Street à Hull, où il vit jusqu'à ses 22 ans. Il s'installe à Barnes en 1858 et y fonde le Barnes Club, et devient un membre fondateur la Fédération anglaise de football, première fédération de football, en 1862. En 1863, en tant que capitaine du Mortlake-based club, il suggère dans le journal Bell's Life (en) la création de règle pour ce sport en  prenant exemple sur le cricket. Cela conduit à la première réunion à la Freemasons' Tavern (en), le 26 octobre 1863, qui voit la création de la Fédération anglaise de football.
Il est le premier secrétaire de la Fédération anglaise de football (1863–1866) et son second président (1867–1874). Il écrit la première ébauche des règles de jeu chez lui à Barnes, 26 The Terrace (depuis effondrée lors de travaux de construction).
En tant que joueur, il dispute le premier match suivant les règles de la Fédération anglaise de football, contre l'équipe de Richmond en 1863. Il marque dans le premier match de représentation, entre les clubs de Londres et Sheffield le 31 mars 1866.
Avocat de profession, Morley est également passionné d'aviron. Il est ainsi secrétaire du London Rowing Club et fonde le Barnes and Mortlake Regatta, où il est également secrétaire (1862–1880). Il sert au Surrey County Council for Barnes (1903–1919). Marié à France Bidgood le 14 octobre 1869, il meurt sans enfant d'une pneumonie le 20 novembre 1924. Morley est inhumé au cimetière de Barnes, sa tombe étant maintenant entretenue par la commune de Barnes.
Morley est l'objet d'un Google Doodle le 16 août 2018, pour fêter le 187e anniversaire de sa naissance.